# Maria Sanchez
Maria Victoria Sanchez (Modesto, 26 novembre 1989) è una tennista statunitense inattiva dal 2021.

## Carriera
Si è fatta notare a livello universitario dove è stata numero uno NCAA in singolare. Preferisce giocare su campi in cemento.
Nel circuito ITF ha vinto 2 titoli in singolare e 24 titoli in doppio.
Nei tornei dello Slam ha preso parte solo agli US Open grazie alle wild-card, sia in singolare che in doppio; in questa seconda specialità ha ottenuto come miglior risultato il terzo turno a Wimbledon 2016.

## Statistiche WTA

### Doppio

#### Vittorie (3)
| Legenda               |
| --------------------- |
| Grande Slam (0)       |
| Ori Olimpici (0)      |
| WTA Finals (0)        |
| Premier Mandatory (0) |
| Premier 5 (0)         |
| Premier (0)           |
| International (3)     |

| N. | Data              | Torneo                         | Superficie    | Compagna       | Avversarie in finale              | Punteggio        |
| 1. | 4 gennaio 2014    | ASB Classic, Auckland          | Cemento       | Sharon Fichman | Lucie Hradecká Michaëlla Krajicek | 2-6, 6-0, [10-4] |
| 2. | 16 settembre 2018 | Coupe Banque Nationale, Québec | Sintetico (i) | Asia Muhammad  | Darija Jurak Xenia Knoll          | 6-4, 6-3         |
| 3. | 7 aprile 2019     | Abierto GNP Seguros, Monterrey | Cemento       | Asia Muhammad  | Monique Adamczak Jessica Moore    | 7-6(2), 6-4      |

#### Sconfitte (2)
| Legenda               |
| --------------------- |
| Grande Slam (0)       |
| Argenti Olimpici (0)  |
| WTA Finals (0)        |
| Premier Mandatory (0) |
| Premier 5 (0)         |
| Premier (0)           |
| International (2)     |

| N. | Data          | Torneo                              | Superficie | Compagna      | Avversarie in finale                           | Punteggio        |
| 1. | 6 marzo 2016  | Abierto Monterrey Afirme, Monterrey | Cemento    | Petra Martić  | Anabel Medina Garrigues Arantxa Parra Santonja | 6-4, 5-7, [7-10] |
| 2. | 3 agosto 2019 | Citi Open, Washington               | Cemento    | Fanny Stollár | Cori Gauff Caty McNally                        | 2-6, 2-6         |

## Circuito WTA 125

### Doppio

#### Vittorie (1)
| N. | Data          | Torneo                       | Superficie | Compagna      | Avversarie in finale            | Punteggio |
| 1. | 16 marzo 2019 | Abierto Zapopan, Guadalajara | Cemento    | Fanny Stollár | Cornelia Lister Renata Voráčová | 7-5, 6-1  |

#### Sconfitte (1)
| N. | Data             | Torneo                                      | Superficie | Compagna      | Avversarie in finale           | Punteggio |
| 1. | 8 settembre 2018 | Oracle Challenger Series - Chicago, Chicago | Cemento    | Asia Muhammad | Mona Barthel Kristýna Plíšková | 3-6, 2-6  |

## Statistiche ITF

### Singolare

#### Vittorie (2)
| Torneo $100.000 (0) |
| Torneo $80.000 (0)  |
| Torneo $75.000 (1)  |
| Torneo $60.000 (0)  |
| Torneo $50.000 (1)  |
| Torneo $25.000 (0)  |
| Torneo $15.000 (0)  |
| Torneo $10.000 (0)  |

| N. | Data              | Torneo                                           | Superficie | Avversaria in finale | Punteggio     |
| 1. | 28 maggio 2012    | FSP Gold River Women's Challenger, Sacramento    | Cemento    | Jessica Pegula       | 4-6, 6-3, 6-1 |
| 2. | 17 settembre 2012 | Coleman Vision Tennis Championships, Albuquerque | Cemento    | Lauren Davis         | 6-1, 6-1      |

#### Sconfitte (6)
| Torneo $100.000 (0) |
| Torneo $80.000 (1)  |
| Torneo $75.000 (1)  |
| Torneo $60.000 (0)  |
| Torneo $50.000 (2)  |
| Torneo $25.000 (2)  |
| Torneo $15.000 (0)  |
| Torneo $10.000 (0)  |

| N. | Data              | Torneo                                                  | Superficie  | Avversaria in finale | Punteggio        |
| 1. | 6 maggio 2012     | Audi Melbourne Pro Tennis Classic, Indian Harbour Beach | Terra verde | Grace Min            | 4-6, 6(4)-7      |
| 2. | 12 novembre 2012  | Goldwater Women's Tennis Classic, Phoenix               | Cemento     | Madison Keys         | 3-6, 6(1)-7      |
| 3. | 11 maggio 2014    | RBC Bank Women's Challenger, Raleigh                    | Terra verde | Heidi El Tabakh      | 3-6, 4-6         |
| 4. | 2 novembre 2014   | Tevlin Women's Challenger, Toronto                      | Cemento (i) | Gabriela Dabrowski   | 4-6, 6-2, 6(7)-7 |
| 5. | 1º marzo 2015     | Del Mar Financial Partners Inc. Open, Rancho Santa Fe   | Cemento     | Catherine Bellis     | 2-6, 0-6         |
| 6. | 24 settembre 2017 | Coleman Vision Tennis Championships, Albuquerque        | Cemento     | Emina Bektas         | 4-6, 2-6         |

### Doppio

#### Vittorie (24)
| Torneo $100.000 (4) |
| Torneo $80.000 (1)  |
| Torneo $75.000 (2)  |
| Torneo $60.000 (2)  |
| Torneo $50.000 (9)  |
| Torneo $25.000 (4)  |
| Torneo $15.000 (0)  |
| Torneo $10.000 (2)  |

| N.  | Data              | Torneo                                                     | Superficie  | Partner            | Avversarie in finale                    | Punteggio           |
| 1.  | 20 luglio 2009    | Women's Hospital Classic, Evansville                       | Cemento     | Yasmin Schnack     | Kaitlyn Christian Lindsey Nelson        | 4–6, 6–1, [10–4]    |
| 2.  | 26 luglio 2010    | Heartland Clinic USTA Women's Tennis Classic, Saint Joseph | Cemento     | Ellen Tsay         | Noppawan Lertcheewakarn Gabriela Paz    | 4-6, 6-4, [10-5]    |
| 3.  | 12 settembre 2011 | USTA Challenger of Redding, Redding                        | Cemento     | Yasmin Schnack     | Brittany Augustine Whitney Jones        | 7–6(2), 4–6, [10-7] |
| 4.  | 30 gennaio 2012   | Del Mar Financial Partners Inc. Open, Rancho Santa Fe      | Cemento     | Yasmin Schnack     | Iryna Burjačok Elizaveta Iančuk         | 7–6(4), 4–6, [10–8] |
| 5.  | 13 febbraio 2012  | City Of Surprise Women's Open, Surprise                    | Cemento     | Yasmin Schnack     | Mihaela Buzărnescu Valerija Solov'ëva   | 6-4, 6-3            |
| 6.  | 23 aprile 2012    | Boyd Tinsley Women's Clay Court Classic, Charlottesville   | Terra verde | Yasmin Schnack     | Julia Glushko Elena Bovina              | 6-2, 6-2            |
| 7.  | 3 giugno 2013     | AEGON Trophy, Nottingham                                   | Erba        | Nicola Slater      | Gabriela Dabrowski Sharon Fichman       | 4–6, 6–3, [10–8]    |
| 8.  | 3 agosto 2014     | Vancouver Open, Vancouver                                  | Cemento     | Asia Muhammad      | Jamie Loeb Allie Will                   | 6–3, 1–6, [10–8]    |
| 9.  | 19 ottobre 2014   | Abierto Tampico, Tampico                                   | Cemento     | Petra Martić       | Valerija Savinych Kateryna Bondarenko   | 3-6, 6-3, [10-2]    |
| 10. | 31 ottobre 2014   | Tevlin Women's Challenger, Toronto                         | Cemento (i) | Taylor Townsend    | Gabriela Dabrowski Tatjana Maria        | 7-5, 4-6, [15-13]   |
| 11. | 20 aprile 2015    | Dothan Pro Tennis Classic, Dothan                          | Terra verde | Johanna Konta      | Paula Cristina Gonçalves Petra Krejsová | 6–3, 6–4            |
| 12. | 3 maggio 2015     | Boyd Tinsley Women's Clay Court Classic, Charlottesville   | Terra verde | Françoise Abanda   | Ol'ga Iančuk Irina Chromačëva           | 6-1, 6-3            |
| 13. | 10 maggio 2015    | Audi Melbourne Pro Tennis Classic, Indian Harbour Beach    | Terra verde | Taylor Townsend    | Angelina Gabueva Alexandra Stevenson    | 6-0, 6-1            |
| 14. | 17 agosto 2015    | Vancouver Open, Vancouver                                  | Cemento     | Johanna Konta      | Ioana Raluca Olaru Anna Tatišvili       | 7–6(5), 6–4         |
| 15. | 30 ottobre 2015   | Tevlin Women's Challenger, Toronto                         | Cemento (i) | Sharon Fichman     | Kristie Ahn Fanny Stollár               | 6–2, 6(6)–7, [10–6] |
| 16. | 31 gennaio 2016   | Honolulu Challenger, Lahaina                               | Cemento     | Asia Muhammad      | Jessica Pegula Taylor Townsend          | 6–2, 3–6, [10–6]    |
| 17. | 24 settembre 2016 | Coleman Vision Tennis Championships, Albuquerque           | Cemento     | Michaëlla Krajicek | Elise Mertens Mandy Minella             | 6-2, 6-4            |
| 18. | 2 ottobre 2016    | Lexus of Las Vegas Open, Las Vegas                         | Cemento     | Michaëlla Krajicek | Jamie Loeb Chanel Simmonds              | 7-5, 6-1            |
| 19. | 21 ottobre 2017   | Florence Open, Florence                                    | Cemento     | Taylor Townsend    | Tara Moore Amra Sadiković               | 6-1, 6-2            |
| 20. | 23 giugno 2018    | Ilkley Trophy, Ilkley                                      | Erba        | Asia Muhammad      | Natela Dzalamidze Galina Voskoboeva     | 4–6, 6–3, [10–1]    |
| 21. | 30 settembre 2018 | Central Coast Pro Tennis Open, Templeton                   | Cemento     | Asia Muhammad      | Quinn Gleason Luisa Stefani             | 6(4)-7, 6-2, [10-8] |
| 22. | 3 novembre 2018   | Tevlin Women's Challenger, Toronto                         | Cemento (i) | Sharon Fichman     | Maja Chwalińska Elica Kostova           | 6-0, 6-4            |
| 23. | 11 novembre 2018  | Lexus of Las Vegas Open, Las Vegas                         | Cemento     | Asia Muhammad      | Sophie Chang Alexandra Mueller          | 6-3, 6-4            |
| 24. | 8 febbraio 2020   | Dow Corning Tennis Classic, Midland                        | Cemento (i) | Caroline Dolehide  | Valerija Savinych Yanina Wickmayer      | 6-3, 6-4            |

#### Sconfitte (22)
| Torneo $100.000 (2) |
| Torneo $80.000 (0)  |
| Torneo $75.000 (3)  |
| Torneo $60.000 (2)  |
| Torneo $50.000 (10) |
| Torneo $25.000 (4)  |
| Torneo $15.000 (0)  |
| Torneo $10.000 (1)  |

| N.  | Data              | Torneo                                                       | Superficie  | Partner            | Avversarie in finale                   | Punteggio           |
| 1.  | 18 luglio 2010    | Norman Wilkerson Memorial Tournament, Atlanta                | Cemento     | Irina Falconi      | Kristy Frilling Julia Glushko          | 2-6, 6-2, [7-10]    |
| 2.  | 2 ottobre 2010    | Lexus of Las Vegas Open, Las Vegas                           | Cemento     | Irina Falconi      | Lindsay Lee-Waters Megan Moulton-Levy  | 6–1, 5–7, [4-10]    |
| 3.  | 12 novembre 2011  | Goldwater Women's Tennis Classic, Phoenix                    | Cemento     | Yasmin Schnack     | Jamie Hampton Ajla Tomljanović         | 6-3, 3-6, [6-10]    |
| 4.  | 3 giugno 2012     | FSP Gold River Women's Challenger, Sacramento                | Cemento     | Kaitlyn Christian  | Asia Muhammad Yasmin Schnack           | 3-6, 6(4)-7         |
| 5.  | 23 settembre 2012 | Coleman Vision Tennis Championships, Albuquerque             | Cemento     | Irina Falconi      | Asia Muhammad Yasmin Schnack           | 2-6, 6-1, [10-12]   |
| 6.  | 21 aprile 2013    | Dothan Pro Tennis Classic, Dothan                            | Terra verde | Irina Falconi      | Julia Cohen Tatjana Maria              | 4-6, 6-4, [9-11]    |
| 7.  | 16 febbraio 2014  | Dow Corning Tennis Classic, Midland                          | Cemento (i) | Sharon Fichman     | Anna Tatišvili Heather Watson          | 5-7, 7-5, [6-10]    |
| 8.  | 27 aprile 2014    | Boyd Tinsley Women's Clay Court Classic, Charlottesville     | Terra verde | Irina Falconi      | Asia Muhammad Taylor Townsend          | 3-6, 1-6            |
| 9.  | 6 giugno 2014     | AEGON Trophy, Nottingham                                     | Erba        | Sharon Fichman     | Jocelyn Rae Anna Smith                 | 6(5)-7, 6–4, [5–10] |
| 10. | 12 luglio 2014    | FSP Gold River Women's Challenger, Sacramento                | Cemento     | Zoe Gwen Scandalis | Dar'ja Gavrilova Storm Sanders         | 2-6, 1-6            |
| 11. | 28 settembre 2014 | Lexus of Las Vegas Open, Las Vegas                           | Cemento     | Asia Muhammad      | Verónica Cepede Royg María Irigoyen    | 3-6, 7-5, [9-11]    |
| 12. | 9 novembre 2014   | South Seas Island Resort Women's Pro Classic, Captiva Island | Cemento     | Asia Muhammad      | Gabriela Dabrowski Anna Tatišvili      | 3–6, 3–6            |
| 13. | 16 febbraio 2015  | City Of Surprise Women's Open, Surprise                      | Cemento     | Johanna Konta      | Jacqueline Cako Kaitlyn Christian      | 4–6, 7–5, [7–10]    |
| 14. | 25 ottobre 2015   | Challenger Banque National de Saguenay, Saguenay             | Cemento (i) | Sharon Fichman     | Mihaela Buzărnescu Justyna Jegiołka    | 6(6)-7, 6-4, [7-10] |
| 15. | 8 maggio 2016     | Audi Melbourne Pro Tennis Classic, Indian Harbour Beach      | Terra verde | Jessica Pegula     | Julia Glushko Aleksandra Panova        | 5-7, 4-6            |
| 16. | 30 maggio 2016    | Aegon Eastbourne Trophy, Eastbourne                          | Erba        | Asia Muhammad      | Yang Zhaoxuan Zhang Kailin             | 6(5)-7, 1-6         |
| 17. | 16 settembre 2017 | USTA Challenger of Redding, Redding                          | Cemento     | Harriet Dart       | Daneika Borthwick Ana Veselinović      | 3–6, 4–6            |
| 18. | 18 novembre 2017  | Sooner Open, Norman                                          | Cemento     | Caitlin Whoriskey  | Chiara Scholl Tamaryn Hendler          | 6–3, 3–6, [6–10]    |
| 19. | 3 febbraio 2018   | Dow Corning Tennis Classic, Midland                          | Cemento (i) | Jessica Pegula     | Kaitlyn Christian Sabrina Santamaria   | 5–7, 6–4, [8–10]    |
| 20. | 14 aprile 2018    | Audi Melbourne Pro Tennis Classic, Indian Harbour Beach      | Terra verde | Jessica Pegula     | Irina Maria Bara Sílvia Soler Espinosa | 4-6, 2-6            |
| 21. | 28 ottobre 2018   | National Bank Challenger Saguenay, Saguenay                  | Cemento (i) | Sharon Fichman     | Tara Moore Conny Perrin                | 0-6, 7-5, [7-10]    |
| 22. | 20 settembre 2019 | AEGON Pro Series Roehampton, Roehampton                      | Cemento     | Freya Christie     | Vivian Heisen Katharina Hobgarski      | 5-7, 6-1, [7-10]    |

## Risultati in progressione
| Sigla | Risultato               |
| ----- | ----------------------- |
| V     | Vincitore               |
| F     | Finalista               |
| SF    | Semifinalista           |
| O     | Oro olimpico            |
| A     | Argento olimpico        |
| SF    | Bronzo olimpico         |
| QF    | Quarti di Finale        |
| 4T    | Quarto turno            |
| 3T    | Terzo turno             |
| 2T    | Secondo turno           |
| 1T    | Primo turno             |
| RR    | Round Robin             |
| LQ    | Turno di qualificazione |
| A     | Assente                 |
| ND    | Non disputato           |

| Legenda superfici    |
| -------------------- |
| Cemento              |
| Terra battuta        |
| Erba                 |
| Superficie variabile |

### Singolare nei tornei del Grande Slam
| Torneo          | 2012 | 2013 | 2014 | 2015 | V--S |
| --------------- | ---- | ---- | ---- | ---- | ---- |
| Australian Open | A    | A    | A    | A    | 0-0  |
| Open di Francia | A    | A    | A    | A    | 0-0  |
| Wimbledon       | A    | A    | A    |      | 0-0  |
| US Open         | A    | 1T   | A    |      | 0-1  |
| Totale          | 0-0  | 0-1  | 0-0  | 0-0  | 0-1  |

### Doppio nei tornei del Grande Slam
| Torneo          | 2012 | 2013 | 2014 | 2015 | V--S |
| --------------- | ---- | ---- | ---- | ---- | ---- |
| Australian Open | A    | A    | A    | A    | 0-0  |
| Open di Francia | A    | A    | A    | A    | 0-0  |
| Wimbledon       | A    | A    | A    |      | 0-0  |
| US Open         | 2T   | 1T   | 1T   |      | 1-3  |
| Totale          | 1-1  | 0-1  | 0-1  | 0-0  | 1-3  |

### Doppio misto nei tornei del Grande Slam
Nessuna partecipazione